# イエナ (小惑星)
イエナ (526 Jena) は、小惑星帯に位置する小惑星である。テミス族に分類される。
マックス・ヴォルフがハイデルベルクで発見し、1905年のAstronomische Gesselschaftが開催されたドイツの都市イェーナにちなんで命名された。
2008年1月に千葉県から長野県にかけて掩蔽が観測された。